# Pseudorhynchus concisus
Pseudorhynchus concisus är en insektsart som först beskrevs av Walker, F. 1869.  Pseudorhynchus concisus ingår i släktet Pseudorhynchus och familjen vårtbitare. Inga underarter finns listade i Catalogue of Life.